# Werner Franz Siebenbrock
Werner Franz Siebenbrock SVD (* 27. September 1937 in Münster; † 24. Dezember 2019 in Juiz de Fora, Brasilien) war ein deutscher Geistlicher und römisch-katholischer Bischof von Governador Valadares.

## Leben
Werner Siebenbrock wuchs in Mecklenbeck auf und besuchte das Ratsgymnasium in Münster. Nach dem Wehrdienst trat er 1958 der Ordensgemeinschaft der Steyler Missionare bei. Er studierte im Missionshaus St. Gabriel in Maria Enzersdorf bei Wien und an der Philosophisch-Theologischen Hochschule SVD St. Augustin in Sankt Augustin. Am 1. Mai 1965 legte er die Profess ab, am 18. Dezember 1965 empfing er die Priesterweihe. 1966 ging er in die Mission nach Brasilien, zunächst nach Rio de Janeiro, wo er als Pfarrer in Rio de Janeiro tätig war, dann in Minas Gerais. 1987 wählten ihn die Steyler Missionare der brasilianischen Nordprovinz zu ihrem Provinzial. 
Papst Johannes Paul II. ernannte ihn am 12. Oktober 1988 zum Weihbischof in Belo Horizonte und Titularbischof von Tacia Montana. Der Erzbischof von Belo Horizonte, Serafím Fernandes de Araújo, spendete ihm am 18. Dezember desselben Jahres die Bischofsweihe; Mitkonsekratoren waren Luciano Pedro Mendes de Almeida SJ, Erzbischof von Mariana, und Romeu Brigenti, Weihbischof in São Sebastião do Rio de Janeiro. Sein bischöflicher Wahlspruch war „In Verbo autem Tuo“ (Auf dein Wort hin (Lk 5,5 )).
Am 9. November 1994 wurde er zum Bischof von Nova Iguaçu ernannt. Am 19. Dezember 2001 wurde er durch Johannes Paul II. zum Bischof von Governador Valadares ernannt.
Papst Franziskus nahm am 6. März 2014 seinen altersbedingten Rücktritt an. Er lebte zuletzt im Ordenskonvent in Paineiras, Juiz de Fora.

## Ehrungen
Werner Siebenbrock war Ehrenbürger der Städte Rio de Janeiro, Belo Horizonte und Governador Valadares.